# فاغور براند
فاغور براند , (بالإنجليزية: Fagor Brandt)‏، هي عبارة عن مؤسسة متعددة الجنسيات، قامت بشرائها مجموعة سيفيتال (Cevital) الصناعية، التابعة لمؤسسات المستثمر ورجل الأعمال الجزائري، يسعد ربراب، ومجموعة براند (Groupe Brandt) تضم مجموعة شركات تتوفر على مصانع لصناعة الأجهزة الكهرومنزلية والالكترونية، ومنتجات الاتصالات السلكية واللاسلكية، وللعلم فإن هذه المؤسسة كانت توظف 1200 منصب شغل في فرنسا، و300 منصب في إسبانيا، و 750 في بولندا، في حين فإنه يعمل في شبكة التوزيع الخاصة بالمؤسسة، من المملكة المتحدة، وسويسرا، والصين ـ، وسنغافورة، و الولايات المتحدة، أكثر من 2500 موظف. وبعد أن استحوذ مجمع سيفيتال، على شركة فاغور براند، قام بتهيئة مصنع سامسونغ سمحة، الذي احترق اثر حادث، في شهر جويلية سنة 2014، وهذا الأخير كائن في المنطقة الصناعية 1، في مدينة سطيف، والذي يتربع على مساحة 95 ألف متر مربع، قام بتشغيل عمال، على درجة عالية من التأهيل المهني، ويحتوى هذا المصنع على ورشة مدمجة للإدخال مع وسائل إنتاج جد حديثة، وبقدرة إنتاج تصل إلى 500 ألف وحدة في السنة، 90 % منها، موجهة للتصدير، مع نظام لمراقبة الجودة، خلال كافة مراحل عملية الإنتاج، ثم شرع المجمع في انجاز مصنع جديد للشركة في منطقة قجال، الكائنة في ولاية سطيف، بـ الجزائر، باستثمار قدر قيمته بـ 200 مليون دولار، وطاقة إنتاج تقدر بـ 8 ملايين وحدة سنويا، توجه أغلبها نحو التصدير. وإن المصنع الجديد لـ فاغور براند الجزائر، سيوظف 7500 عامل في مختلف التخصصات.

## منتجات الشركة
- أجهزة التلفزيون
- الثلاجات
- غسالات ملابس
- غسالات أواني
- أجهزة الطهي
- أفران كهربائية منزلية
- افران بالغاز الطبيعي منزلية
- أفران كهربائية للمخابز
- افران غاز للمخابز
- أفران كهربائية للمطاعم
- افران غاز للمطاعم
- ميكرويف
- مكيفات
- مدفئات كهربائية
- مدفئات الغاز الطبيعي
- سخانة ماء كهربائية
- سخانة ماء بالغاز الطبيعي
- مبردات الماء
- لوحات ذكية
- هواتف ذكية
- حواسيب مكتبية ومحمولة
- المستقبلات الفضائية
- معدات للاتصالات الفضائية
- أجهزة المودم
- اكسسوارات إلكترونية
- أجهزة ألعاب الفيديو
- مُشغّلات بلو راي
- مُشغّلات صوتية ومرئية تعمل بـ وحدة الذاكرة (فلاش ميموري)، وبطاقات الذاكرة
- أجهزة راديو ومشغلات صوتية ومرئية خاصة بالسيارات والحافلات والشاحنات
- أجهزة تلفاز خاصة بالسيارات والحافلات والشاحنات
- اكسسوارات إلكترونية للسيارات والحافلات والشاحنات

## وصلات خارجية
- موقع الشركة
- وزارة الصناعة والمناجم الجزائرية
- وزارة التجارة الجزائرية
- وزارة العمل والتشغيل والضمان الاجتماعي
- مديرية التجارة لولاية سطيف
- مديرية الصناعة والمؤسسات الصغيرة والمتوسطة وترقية الاستثمار لولاية سطيف